# Larinopoda acera
Larinopoda acera är en fjärilsart som beskrevs av Kirby. Larinopoda acera ingår i släktet Larinopoda och familjen juvelvingar. Inga underarter finns listade i Catalogue of Life.